# Junko Takeuchi
Junko Takeuchi (jap. 竹内 順子 Takeuchi Junko; ur. 5 kwietnia 1972 r. w Prefekturze Saitama) – japońska seiyū, okazjonalnie użyczająca głosu w dubbingu. Znana głównie jako Naruto Uzumaki w anime Naruto.

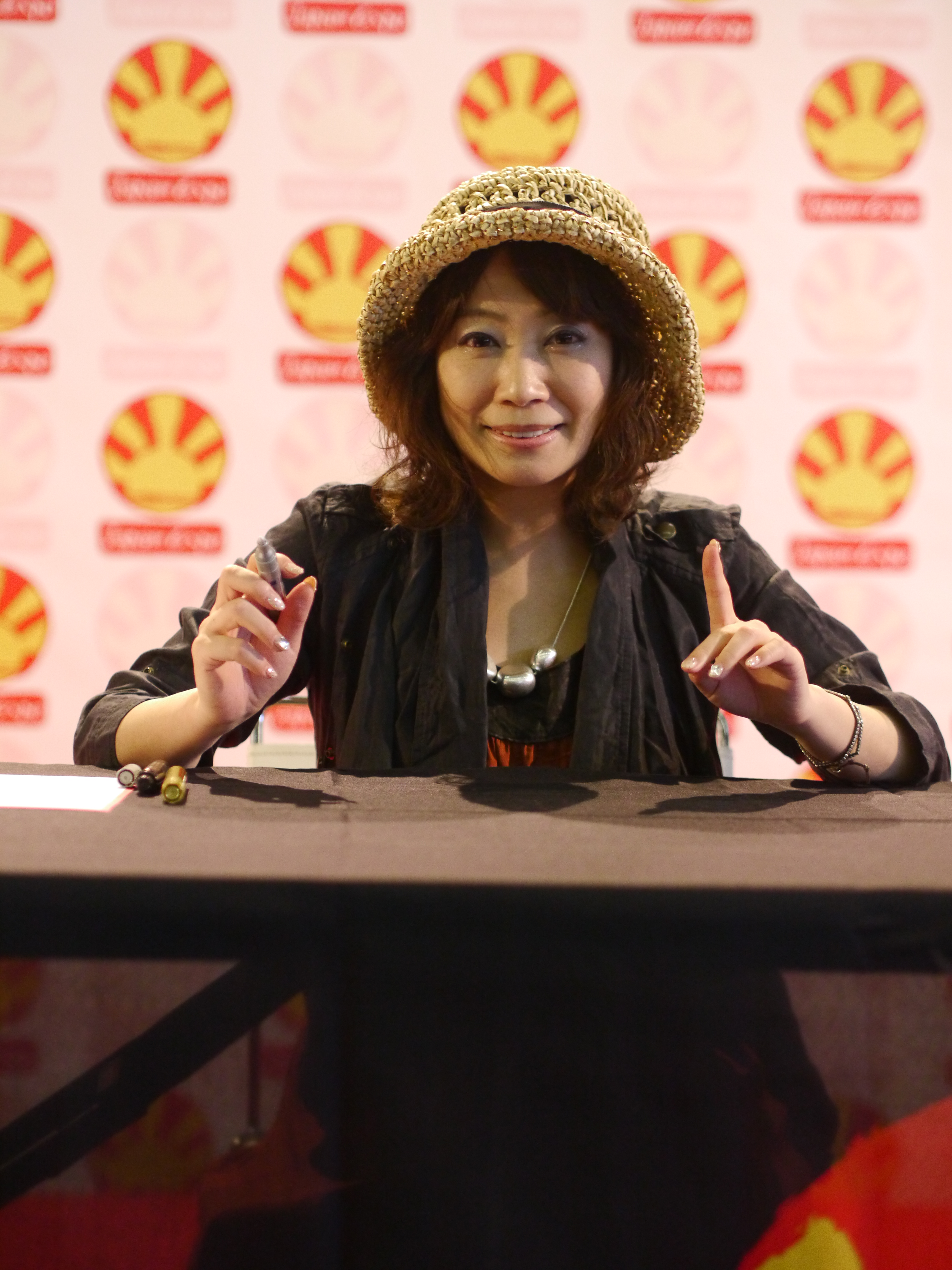
Junko Takuchi – Japan Expo 2013

Od 2006 roku jej mężem jest aktor głosowy Kenji Hamada, z którym ma dwoje dzieci.
5 marca 2011 roku otrzymała nagrodę „Awards Kids Family” na uroczystościach Seiyū Awards za rolę Naruto w anime Naruto Shippūden oraz Mamoru Endō (Mark Evans) w anime Inazuma Eleven.
3 marca 2012 roku otrzymała nagrodę „Synergy Award” razem z Yuka Terasaki na uroczystościach Seiyū Awards za anime Inazuma Eleven.

## Role głosowe
- Ashita no Nadja – Moore
- Beast Wars Neo – Break
- Boruto: Nowa Generacja Naruto – Naruto Uzumaki
- Beast Wars Second – Moon
- Captain Tsubasa: Road to 2002 – Takeshi Sawada (młody) i Hajime Taki (młody)
- Claymore – Noel
- Digimon Adventure  i Digimon Adventure 02 – Gomamon
- Digimon Frontier – Takuya Kanbara / Agnimon / Vritramon / Ardhamon/ Kaiser Greymon /S ussanomon
- Digimon Xros Wars: The Young Hunters Who Leapt Through Time – Takuya Kanbara, Gomamon
- Futari wa Pretty Cure Splash Star – Kenta Hoshino
- Gintama – Daigoro Kitaouji (odcinki 188 i 216)
- Hanada Shōnen-shi – Hanada Tokuko
- Highschool of the Dead – Rika Minami
- Hunter × Hunter (wersja z 1999) – Gon Freecss
- Inazuma Eleven – Endou Mamoru (Mark Ewans), Endou Kanon
- Inazuma Eleven Go – Endou Mamoru (Mark Ewans), Mecha Endou
- Kakurenbo – Hikora
- Katekyo Hitman Reborn – Lambo
- Kyou Kara Maou – Rinji von Wincott
- Medabots – Metabee
- Monster – Dieter
- Naruto – Naruto Uzumaki, Akamaru
  - Naruto the Movie: Ninja Clash in the Land of Snow – Naruto Uzumaki
  - Naruto the Movie 2: Legend of the Stone of Gelel – Naruto Uzumaki
  - Naruto the Movie 3: Guardians of the Crescent Moon Kingdom – Naruto Uzumaki
  - Naruto 6: Road to Ninja – Naruto Uzumaki, Menma
- Naruto Shippuden – Naruto Uzumaki, Akamaru, Guruko, Menma
  - Naruto: Shippūden the Movie – Naruto Uzumaki
  - Naruto Shippūden 2: Bonds – Naruto Uzumaki
  - Naruto Shippūden 3: Inheritors of the Will of Fire – Naruto Uzumaki
  - Naruto Shippūden 4: The Lost Tower – Naruto Uzumaki
- Niesamowity świat Gumballa (japoński dubbing) – Gumball Watterson
- One Piece – Sabo
- Onegai My Melody – Kuromi
- Ouran High School Host Club – Shirou Takaouji
- Pocket Monsters: The Origin – Red
- Princess Princess – Kei/Megumi Yoshikawa
- Read or Die – Fabre
- Reborn!
- Rurōni Kenshin – Honjō Kamatari
- Soul Eater (tylko drama CD) – Maka Albarn
- Yes! PreCure 5 – Rin Natsuki/Cure Rouge
- Yu-Gi-Oh! Duel Monsters – Mokuba Kaiba
- Zettai Shōnen – Wakkun
- Zoku Natsume yūjinchō – Ishio Kai